# 大岚镇
大岚镇，是中国浙江省宁波市余姚市下属的一个镇，位于余姚市中南部四明山山区，距市区45公里。大岚镇总面积63.4平方公里，下辖14个行政村和1个居委会，全镇人口13222人。
大嵐鎮的茶文化歷史悠久，素有“中國高山雲霧茶之鄉”和“中國名茶之鄉”的美譽，目前擁有茶園面積2.5萬畝，是浙江省第一大產茶鄉鎮。

## 行政区划
下辖以下地区：
大岚镇社区、大岚村、丁家畈村、新岚村、雅庄村、大路下村、南岚村、华山村、黄家庄村、戴糜村、阴地龙潭村、后朱村、柿林村、上马村和大俞村。

## 中国传统村落
柿林村获评“中国传统村落”。